# Торсбі (Алабама)
Торсбі (англ. Thorsby) — місто (англ. town) в США, в окрузі Чилтон штату Алабама. Населення — 2064 особи (2020).

## Географія
Торсбі розташоване за координатами 32°55′2″ пн. ш. 86°43′7″ зх. д. / 32.91722° пн. ш. 86.71861° зх. д. (32.917249, -86.718555). За даними Бюро перепису населення США в 2010 році місто мало площу 13,31 км², з яких 13,29 км² — суходіл та 0,03 км² — водойми. В 2017 році площа становила 15,12 км², з яких 15,10 км² — суходіл та 0,03 км² — водойми.

## Демографія
Згідно з переписом 2010 року, у місті мешкало 1980 осіб у 733 домогосподарствах у складі 573 родин. Густота населення становила 149 осіб/км². Було 817 помешкань (61/км²).
Расовий склад населення:
| - 89,7 % — білих - 5,7 % — чорних або афроамериканців - 0,6 % — азіатів - 0,1 % — вихідців з тихоокеанських островів - 0,1 % — корінних американців - 3,3 % — осіб інших рас |

До двох чи більше рас належало 0,6 %. Частка іспаномовних становила 5,7 % від усіх жителів.
За віковим діапазоном населення розподілялося таким чином: 25,8 % — особи молодші 18 років, 62,3 % — особи у віці 18—64 років, 11,9 % — особи у віці 65 років та старші. Медіана віку мешканця становила 37,0 року. На 100 осіб жіночої статі у місті припадало 96,2 чоловіків; на 100 жінок у віці від 18 років та старших — 93,0 чоловіків також старших 18 років.
Середній дохід на одне домашнє господарство становив 54 248 доларів США (медіана — 45 478), а середній дохід на одну сім'ю — 64 899 доларів (медіана — 63 750). Медіана доходів становила 46 845 доларів для чоловіків та 40 500 доларів для жінок. За межею бідності перебувало 19,2 % осіб, у тому числі 22,9 % дітей у віці до 18 років та 7,6 % осіб у віці 65 років та старших.
Цивільне працевлаштоване населення становило 835 осіб. Основні галузі зайнятості: роздрібна торгівля — 18,8 %, освіта, охорона здоров'я та соціальна допомога — 18,4 %, транспорт — 15,1 %, виробництво — 14,7 %.